# Bernhard-Nocht-Medaille
Die Bernhard-Nocht-Medaille ist eine 1925 von der Vereinigung der Freunde des Tropeninstituts gestiftete Medaille. Sie wird vom Bernhard-Nocht-Institut und der Deutschen Gesellschaft für Tropenmedizin und Internationale Gesundheit an einen Wissenschaftler oder eine Gruppe von Wissenschaftlern in Anerkennung hervorragender Leistungen auf dem Gebiet der Tropenmedizin verliehen.
Die Auszeichnung wurde von dem Bildhauer Georg Wienbrack 1925 entworfen und besteht aus Tombak, hat einen Durchmesser von sechs Zentimetern und ist nicht mit einem Preisgeld verbunden. Der Preisträger wird zu einer Feierstunde und einem öffentlichen Fachvortrag nach Hamburg eingeladen.

## Preisträger
Zu den Preisträgern zählen Bernhard Nocht, Gustav Giemsa und Albert Schweitzer.
Weitere Preisträger (unvollständig)
- Ludolph Fischer[3]
- Hans Vogel[4]
- Erich Martini[5]
- Hans Ziemann[6]
- Robert Thomson Leiper, britischer Parasitologe[7]
- 1940 Werner Schulemann[8]
- 1940 Walter Kikuth[9]
- 1948 Anna Celli-Fraentzel[10]
- 1951 Hermann Mooser[11]
- 1957 Viktor Schilling[12]
- 1987 Anthony Butterworth[2] und André Capron[2]
- 1988 bis 2000 keine Vergabe[2]
- 2001 Erik A. Ottesen[2][13]
- 2004 Hans W. Kempski[14]
- 2005 Vincent Deubel[15]